# Juan Bautista Morales
Juan Bautista Morales (Guanajuato, Nueva España, 1788 - Ciudad de México, México, 29 de julio de  1856) fue un abogado, periodista y político mexicano. Gobernador del estado de Guanajuato (12 de marzo de 1845 - 25 de febrero de 1846). Defendió el federalismo.

## Semblanza biográfica
En 1809 inició sus estudios de Jusrisprudencia en el Colegio de San Ildefonso. En 1821, se unió al Plan de Iguala, no obstante consideró una traición a los ideales independentistas la coronación de Agustín de Iturbide, por tal motivo fue encarcelado en el antiguo Palacio de la Inquisición.  
Fue diputado del Congreso Constituyente que redactó la Constitución Federal de los Estados Unidos Mexicanos de 1824.  En 1841, fue cofundador, con Mariano Otero, del periódico El Siglo Diez y Nueve. A partir de 1842 publicó en dicho periódico su obra El gallo pitagórico por medio de la cual criticó la tiranía y corrupción del régimen de Antonio López de Santa Anna.
En 1837 fue magistrado de la Suprema Corte de Justicia de la Nación, siendo presidente de la misma en dos ocasiones: en 1851 y de 1855 a 1856. Murió el 29 de julio de 1856, el periódico El Siglo Diez y Nueve a manera de homenaje declaró en su obituario:

Este hombre, que como profesor hubiera hecho su fortuna en cualquier país, que como escritor pudo traficar con su pluma; que como magistrado pudo acumular tesoros en épocas de corrupción, vivió siempre pobre, pero contento; en la miseria, pero gozando de la tranquilidad de una conciencia sin mancha.
El Siglo Diez y Nueve